# Luktärt
Luktärt (Lathyrus odoratus) är en art i växtsläktet vialer i familjen ärtväxter. Den förekommer som vild i södra Italien och på Sicilien. Luktärt odlas för blommornas färger och den söta doften som ger växten dess namn. 
Luktärten är en ettårig, luden, klättrande ört. Stjälkarna är vingkantade och blir omkring 2–3,5 meter, de är rikt förgrenade. Blad parbladig med ett bladpar och ett grenigt klänge. Småbladen blir 2–6 cm långa, 7–30 mm breda, elliptiska till avlångt äggrunda. Stipler 1,5–2,5 cm långa. Blommorna sitter 2–5 i klasar på blomstjälkar i bladvecken och är purpurfärgade hos vilda populationer. I odling finns en rad olika färger och färgkombinationer, från vitt till nästan svart. Ofta förekommer tvåfärgade blommor. De är starkt doftande. Arten har lång blomningstid.
Frukten är en balja, 5–7 cm lång, 10–12 mm bred, luden, med 8 frön.
Till skillnad från många andra ärter, är luktärtens frön inte ätbara.  Enligt Giftinformationscentralen är luktärten dock inte giftig.

## Historik
Luktärt har odlats sedan 1600-talet. Enligt legenden var det munken Fransisco Cupani som upptäckte den på Sicilien 1695, och sände frön till England där den omedelbart blev populär. Med säkerhet vet man att den första luktärten kom från Sicilien och att den sedan slutet av 1600-talet odlats. Den äldsta sort man känner till är 'Cupani', som har blå och purpurfärgade blommor. Runt 1900 var växten som mest populär.

## Sorter
Bland de mest populära sorterna är 'Hunters Moon', en sort som uppstod i Lord Spencers trädgård 1901, samt 'Queen Alexandra' och andra Grandiflora-sorter från Henry Eckfords förädlingar i  Skottland. Lord Spencers mutationer utmärker sig genom att de har längre stjälkar och mycket stora, vågformade blommor.
Vid Läckö slott finns ett flertal mycket gamla sorter, som 'Painted Lady' som troligen odlats sedan 1731 då Läckö blev kungligt slott.

## Synonymer
- Lathyrus cyprius Rechinger fil., 1949
- Lathyrus odoratus-zeylanicus Burm.f., 1768
- Pisum odoratum (L.) E.H.L.Krause, 1901